# Toortsgitje
Het toortsgitje (Cheilosia aerea) is een vliegensoort uit de familie van de zweefvliegen (Syrphidae). De wetenschappelijke naam van de soort is voor het eerst geldig gepubliceerd in 1848 door Jean-Marie Léon Dufour.